# Kőszív Glomgold
Kőszív Glomgold (Flintheart Glomgold, korábbi fordításban Zsugor Igor) kitalált szereplő a Donald Kacsa univerzumban, Dagobert McCsip fő riválisa és A Világ Második Leggazdagabb Kacsája cím birtokosa. Carl Barks találta ki A második leggazdagabb kacsa c. történetben (1956. szeptember). Ebben a mesében Dagobert, aki A világ leggazdagabb kacsája cím birtokosa, megtudja, hogy egy dél-afrikai üzletember is pályázik erre a címre. Dagobert úgy dönt, Dél-Afrikába utazik, hogy találkozzon az ellenfelével, amiből végül verseny kerekedik kettőjük között, amelyben végül Dagobert győz. Glomgold innentől még sok (Barks és mások által írt) történetben feltűnik, hogy egy kicsit megkeserítse ellenfele életét.
Dagoberttel a pénz utáni mély sóvárságukon túl még egy közös vonása, hogy mindketten skót származásúak. Dagobertnél a családi neve, a McCsip (McDuck) utal erre, Glomgold pedig jellegzetes skót viseletben van: skót kockás szoknya és sapka. Dagobert, bár zsugori és gyakran kapzsi, de jó cselekedetekre is képes és nem használja ki az embereket, tud hálás is lenni. Ellentétben Glomgold valóban velejéig romlott, szívtelen alak, aki semmilyen törvénytelen eszköztől nem riad vissza.

## Külső hivatkozások
- Flintheart's profile in a Who is Who in Duckburg
- Flintheart's profile in the Disney HooZoo
- Hal Smith az Internet Movie Database oldalon (angolul)